# 枋溪
枋溪，又稱溝仔底，是台灣河川，為臺南市區德慶溪的主要支流，河道已加蓋成為市區巷道。

## 水文
枋溪發源於溝仔底，在銀同祖廟附近匯合後北流到清水寺前，經中山路8巷，中山路23巷，越太平境基督教會，經吳園池塘，終在現今的遠東百貨公司前注入德慶溪。

## 人文
1752年、1807年的臺灣縣志記載，枋溪向北流至臺灣府城區中心，要往來城市的東西半部，就必須橫渡枋溪上的枋橋，其所在的街道因而稱為枋頭橋街，是18、19世紀臺灣府城的交通樞紐之一。
枋溪流過的地方地勢較兩側為低，其低漥地帶被稱為溝仔底，後來專指鷲嶺東邊低窪的河段（今湯德章紀念公園東邊河段及太平境基督教會後方河段）。日治以來，這些河段逐漸改為涵箱暗渠，成為今日的巷道。

## 其他

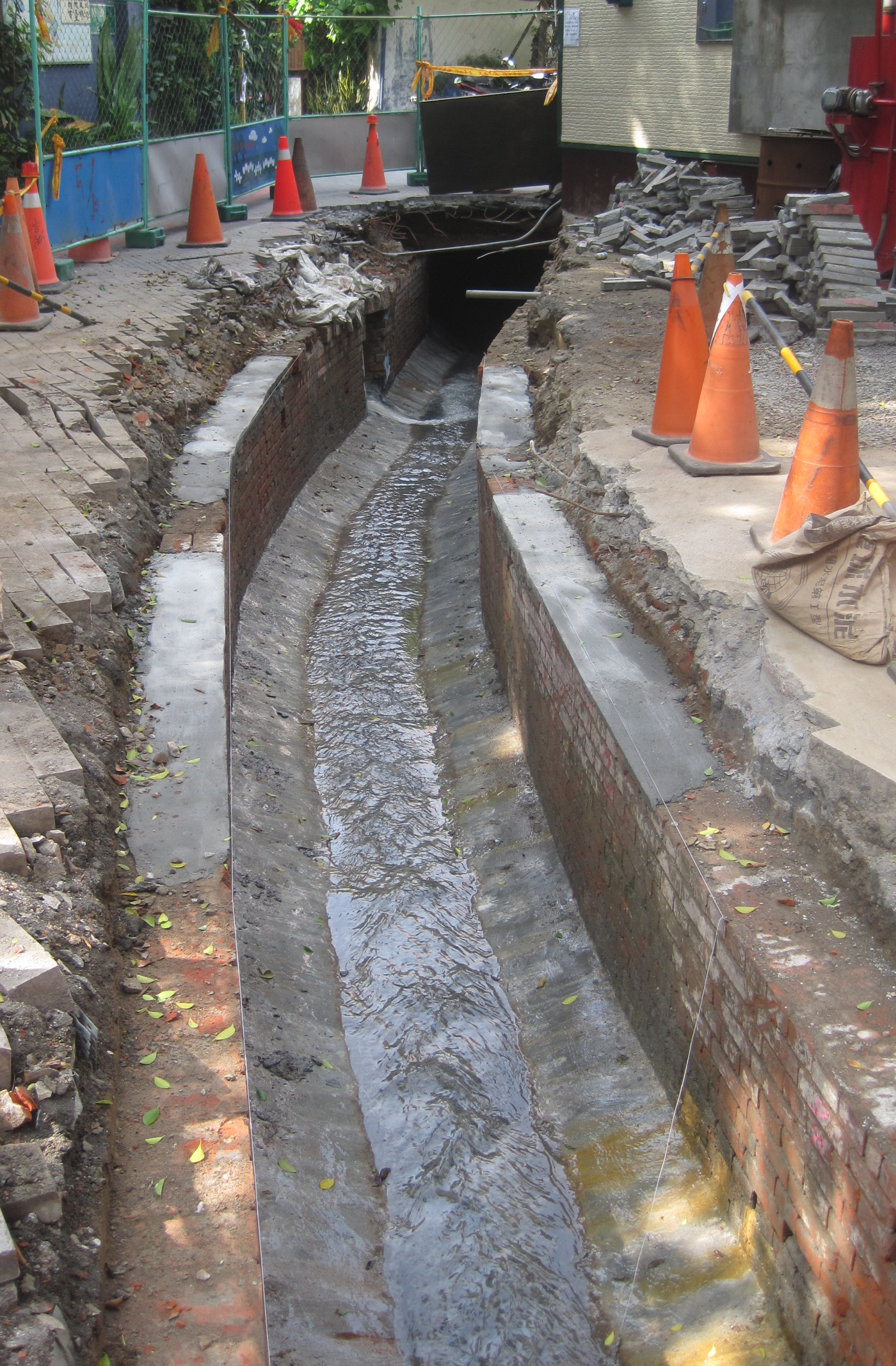
清水寺前因為工程而外露的枋溪

2017年11月，因為清水寺前的水泥加蓋下陷，而將路面挖開，使得「枋溪」有一部分外露出來。這段外露出來的部分，兩旁有著紅磚砌成的岸壁。在此同時西羅殿旁的南河港港道也因為工程露出一部份，在文史界表示希望藉此契機讓部分古河道重現的意見下，11月17日臺南市政府文化局、工務局會勘西羅殿工程後要求廟方停工，並計畫在「下週」會勘，而枋溪外露部分也會一起排入會勘行程。
2017年12月30日重現府城水文促進會演出「行水迴城─吟遊．舞弄小戲」
重現府城水文促進會推動掀起溪流溝蓋活動，30日下午5點在清水寺前演出「行水迴城─吟遊．舞弄小戲」，吸引關心的民眾近300人參與，關懷府城水文的民眾非常熱烈。
市長李孟諺也親自參與演出，會後他表示台南市是一個水文豐富的地方，市政府已經在研議部分不影響交通的地方，可以先行整治打開，希望未來營造台南市成為一個一宜居，地景豐富的城市。

### 腳註
1. ↑  參考臺灣地區地名查詢系統，刊載《臺灣地名辭書（卷廿一）臺南市》的溝仔底條目，.   [2008-02-09]. （原始内容存档于2012-07-17）.
2. ↑  赤崁文史工作室，〈春遊府城東安坊〉
3. ↑  〈枋橋頭文化之旅〉，[永久]
4. ↑  中時晚報，民國83年12月30日，第34版，記者楚望台，〈枋橋頭情事〉
5. ↑  劉婉君. . 自由時報. 2017-11-09  [2017-11-18]. （原始内容存档于2019-12-01）.
6. 1 2  洪瑞琴. . 自由時報. 2017-11-18  [2017-11-18]. （原始内容存档于2019-12-02）.
7. ↑  洪瑞琴. . 自由時報. 2017-11-18  [2017-11-18]. （原始内容存档于2019-05-16）.